# Walter Garre
Walter J. Garre López (Paysandú, 2. rujna 1945.) urugvajski je biciklist. Nastupao je na Olimpijskim igrama 1968. u Ciudad de Méxicu, u disciplini 100 kilometara s vremenskim ograničenjem.